# Attersee-Schifffahrt

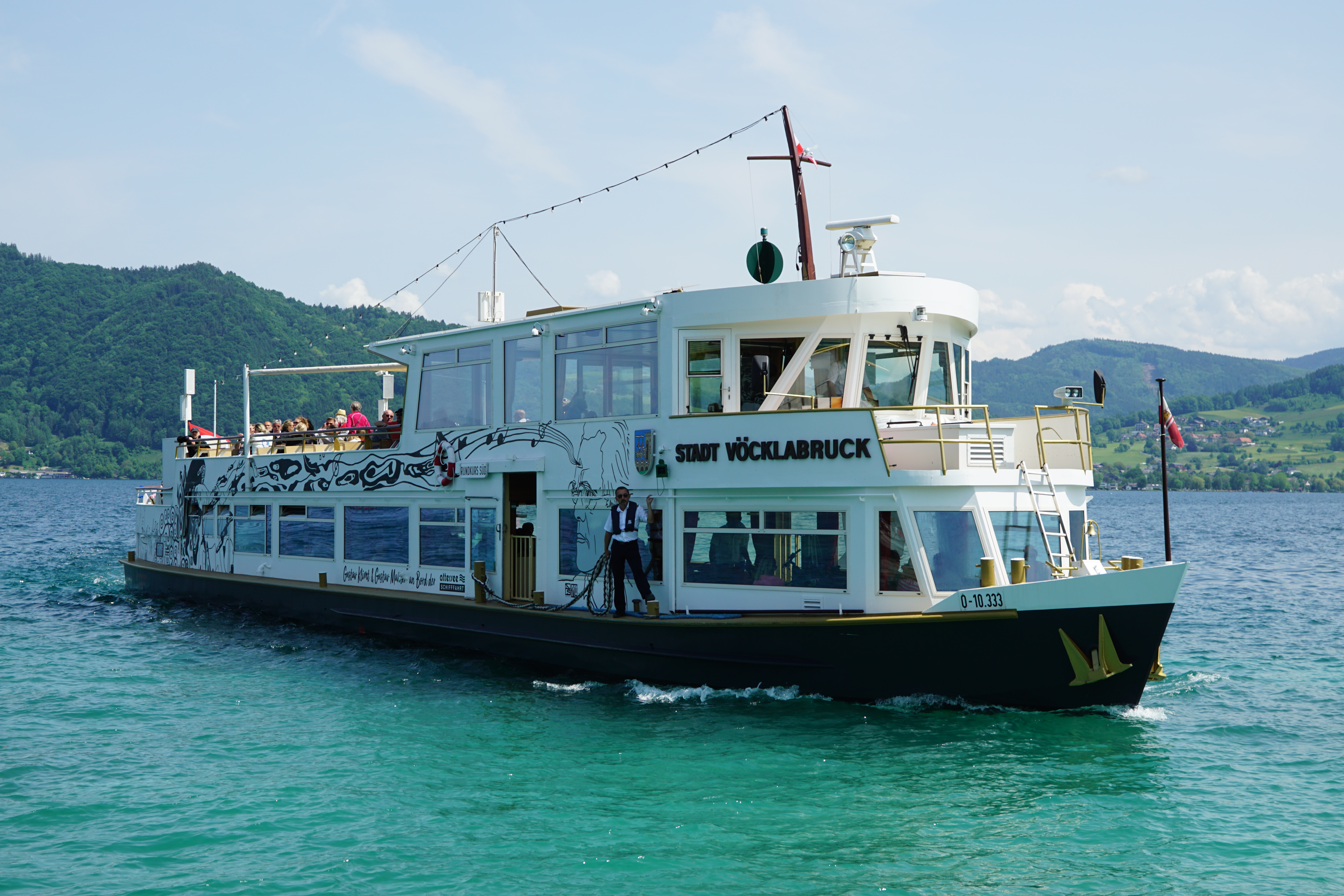
Die Stadt Vöcklabruck vor dem Anlegen in Attersee (2023)

Der Artikel Attersee-Schifffahrt behandelt die Geschichte der kommerziellen Schifffahrt auf dem österreichischen Attersee, die sich bis ins Jahr 1869 zurückverfolgen lässt.

## Geschichte
Den Einbaum von Weyregg fand ein Taucher vor Weyregg am Attersee im Attersee. Es ist der erste Unterwasserfund eines Einbaums in Oberösterreich. 

### Gründung der ersten konzessionierten Attersee-Dampfschifffahrt
Im Jahr 1869 gründet Graf Khevenhüller-Frankenburg, Besitzer der Herrschaft Kammer, den ersten Schifffahrtsbetrieb auf dem Attersee. Schon im Februar 1869 stellt er den von der Linzer Ignaz-Mayer-Werft gebauten und etwas über 15 m langen Schraubendampfer Ida in Dienst. Ihm folgt im Jahr 1870 der Schaufelraddampfer Attersee und im Jahr 1872 der ähnliche Schaufelraddampfer Kammer. Im selben Jahr verkaufte Graf Khevenhüller auch die Ida wieder wegen zu geringer Leistung der englischen Dampfmaschine an einen Schifffahrtsbetrieb auf dem Mondsee. Die Dampfschiffe dienten nicht nur dem Personenverkehr, sondern befördern auch Stückgut und dienten als Schleppdampfer für die antriebslosen Plätten der Seefrächter. Während die Attersee zufriedenstellend betrieben wurde, erwies sich die Kammer als labil und konnte nie voll ausgefahren werden.
Die Schifffahrt übernahm 1887 Ida v. Horvath von der weiblichen Seitenlinie des gräflichen Geschlechts. Diese musste sie jedoch bald darauf wegen erheblicher Schulden an den Wiener Seidenhändler Ferdinand Peratoner verkaufen. Der neue Schifffahrtsbesitzer übernahm beide Dampfschiffe, gab ihnen jedoch neue Namen aus dem Geschlecht der Habsburger. Das Dampfschiff Attersee hieß nun Franz Ferdinand, der Dampfer Kammer nun Alma. Schließlich beschaffte Peratoner im Jahr 1894 noch einen Schraubendampfer, dem er den Namen Hubert Salvator gab. Dieser musste zu Beginn des Ersten Weltkriegs wegen des zu hohen Kohlenverbrauchs außer Dienst genommen werden. Der Rumpf erwies sich aber als langlebig. Er wurde 1924 an die Kalkwerke am Traunsee verkauft, erhielt dort 1934 einen Dieselmotor und war bis zur Schließung der Kalkwerke im Jahr 1968 als Kalktransportschiff im Einsatz. Danach erwarb ihn der Seefrächter Enichlmayer, der erst 1978 das Schiff abwrackte.

### Gründung der Elektro-Schifffahrtsunternehmung am Attersee
Die in Gmunden am Traunsee ansässige Firma Stern & Hafferl gründete im Winter 1912/1913 ein eigenes Elektroschifffahrtsunternehmen und beschaffte dafür bei der deutschen Werft Lürssen in Vegesack zwei Elektroboote, mit denen sie im Sommer 1913 den Betrieb aufnahm. Während das eine Elektroboot bis zu seiner Ausmusterung den Namen Attergau behielt, trug das zweite im Laufe seines Lebens vier Namen. Zunächst als Baron Handel bezeichnet, hieß es ab 1920 wegen Abschaffung der Adelstitel nur mehr Handel. Nach dem Anschluss Österreichs an das Dritte Reich wurde es aus politischen Gründen in Heimatgau umbenannt. Nach dem Kriegsende 1945 wechselte es erneut den Namen. Es hieß nun bis zu seinem Ausscheiden Burgau.
Eine oder die Ladestation für alle Boote befand sich in Attersee oder Unterach.

### Ende der ersten konzessionierten Attersee-Dampfschifffahrt

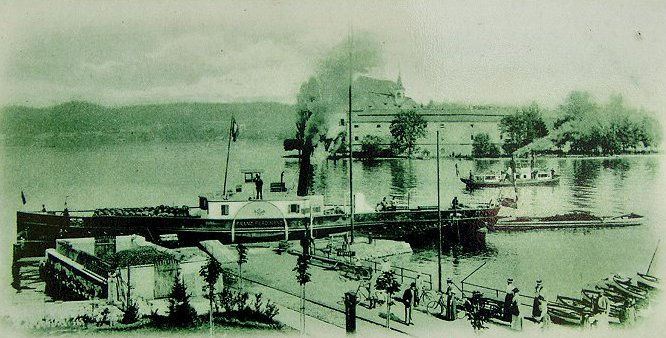
Landungsplatz in Kammer am Attersee vor 1900

Ab 1914 verschlechterte sich die Wirtschaftlichkeit der Dampfschifffahrt. Die Kohlenpreise stiegen an und die Seefrächter motorisierten ihre Plätten, was zum Ende des Schleppens der bis dahin antriebslosen Plätten durch die Dampfer führte. Auch Teile des Stückgutverkehrs wanderten durch die zunehmende Zahl von Lastwagen auf die Straße ab. Schließlich machte sich die Konkurrenz der Elektroschifffahrt immer stärker bemerkbar. Im Jahr 1916 starb der Schifffahrtseigner Peratoner. Die Dampfschifffahrt wurde nun von seinen beiden Töchtern weitergeführt. Um wirtschaftlicher fahren zu können und der Konkurrenz Paroli zu bieten, wurden zwei Benzinmotorboote angeschafft. Mit der für nur 20 Personen zugelassenen Möve wurde im oberen Seebecken ein Dreiecksverkehr Kammer-Litzlberg-Attersee-Weyregg-Kammer eingeführt. Die Weissenbach, die neben 30 Personen auch etwas Stückgut und Post befördern konnte, besorgte im Winter den Liniendienst. Beide Motorboote bewährten sich nicht und fuhren nur eine Saison. Nach dem Ende der Monarchie erfuhr der früher als Attersee und dann als Franz Ferdinand bezeichnete Schaufelraddampfer seine zweite Umbenennung. Der Name des Habsburger Erzherzogs war nach dem Ersten Weltkrieg (1914–1918) nicht mehr erwünscht, das Schiff wurde auf Forderung des Arbeiterrates dann in Unterach umgetauft. Nach Kriegsende kaufte ein rumänischer Händler gemeinsam mit dem Traunseedampfschiff Sophie die Alma. Die Schiffsrümpfe sollten auf dem Wasserweg nach Linz gebracht, um dort übergeben zu werden, wo der Käufer dann auch den Kaufpreis begleichen wollte. Doch erwies sich der Transport auf dem Wasserweg unmöglich, so dass sowohl die Attersee- wie auch die Traunsee-Schifffahrtsgesellschaft kein Geld erhielt. Man war einem Betrüger aufgesessen, die Alma stand ohne Maschinen in Kammer und musste abgebrochen werden. 1921 kaufte der mährische Industrielle Rudolf Randa von den beiden Peratonertöchtern die Dampfschifffahrt mit dem einen noch vorhandenen Dampfer Unterach und die Liegenschaft in Kammer. Um noch ein zweites Schiff zur Verfügung zu haben, mietete er im Jahr 1921 zunächst vom Traunsee den Schraubendampfer Maria Valerie und setzte ihn als erstes Schiff mit Stahlrumpf am Attersee als Valerie ein. Wenig später kaufte er das Schiff.

### Jahre der Elektroschifffahrt
Die Firma Stern & Hafferl erwarb einen alten verrosteten Schraubendampfer für 25 Personen. Aus der unteren Save stammend kam er im Verlauf der Kriegswirren nach Österreich. Seine Instandsetzung erfolgte in der Stern-&-Hafferl-Werkstätte Gmunden. Im Jahr 1923 wurde er als Dampfschiff Burgau in Betrieb gesetzt. Wegen der großen Rauchentwicklung und des Funkenflugs erhielt er von den Bewohnern der Seeorte den Spitznamen „Feuerspeiender Berg“. Nach wenigen Monaten Dienst musste er wegen schwerer Rohrbrüche und Kesselschäden verschrottet werden.
Ein Unglück der Elektroschifffahrt ereignet sich im Frühjahr 1922. Nach einer Firmung brach in Unterach der Landungssteg unter der Last der wartenden Fahrgäste, vor allem Firmlinge und deren Angehörige, zusammen. Es gab drei Tote und viele Verletzte.
Ein zweiter Unfall ereignet sich am 17. September 1923. Ein Matrose und der Schiffsführer eines Elektrobootes schliefen ein. Führerlos prallte das Schiff mit voller Wucht gegen die Insel Litzlberg. Während der Schiffsführer den Schaden von Land aus besichtigte, schnitt sich der Matrose die Kehle durch und starb. Dem einzigen Fahrgast geschah nichts.

### Fusion der beiden Unternehmen
Ing. Stern gelang es, mit Herrn Randa einen Kaufvertrag bezüglich der Dampfschifffahrt abzuschließen. Die Unterach und die Valerie gehen schon im Sommer 1923, die Liegenschaft im Februar 1924 in den Besitz von Stern & Hafferl über. Die Villa des bisherigen Besitzers mit der darin eingerichteten Schlosserwerkstätte verblieb in dessen Besitz.

### Zeit bis zum Beginn des Zweiten Weltkriegs
Das Dampfschiff Valerie stellte Stern & Hafferl 1928 außer Dienst, holte es in Attersee auf Land und verkaufte den Kessel und die Maschine an einen Altwarenhändler. Der geplante Einbau eines Holzgasmotors erwies sich jedoch als nicht realisierbar. Anfang der 1930er Jahre musste es an einen Alteisenhändler verkauft werden. Als Ersatz kam 1929 ein kleiner Mahagoni-Bootskörper auf den Attersee. Stern & Hafferl hatte vor dem Ersten Weltkrieg auf dem ebenfalls in Österreich gelegenen Wallersee eine Schifffahrt eröffnet und dort das neue Elektroboot mit dem Namen Wallersee eingesetzt. Der Betrieb wurde bei Kriegsbeginn eingestellt und nach dem Kriegsende nicht mehr wieder aufgenommen. Die Wallersee erhielt nun in Attersee einen Dieselmotor und kam als Attersee in Fahrt. Die Vibrationen des Dieselmotors führten zu einer „rumpligen“ Fahrweise. Deshalb stand das Motorboot nur von 1929 bis 1932 (oder 1934?) in Betrieb, dann zersprang der Motorblock. Im Jahr 1947 erwarb Karl Eder vom Traunsee den Rumpf, baute ihn zur Erika um und begann damit einen neuen Schifffahrtsbetrieb. Die Beförderungszahlen stiegen im Lauf der Jahrzehnte kontinuierlich an. Wurden 1913 von der Elektroschifffahrt noch rund 28.000 Personen befördert, benutzten 1937 bereits 46.000 Fahrgäste die Schiffe am Attersee. Nach dem Anschluss Österreichs an das Dritte Reich im Jahr 1938 nahm die Fahrgastfrequenz schlagartig zu. Durch die Organisation Kraft durch Freude (KdF) kamen zahlreiche Urlauber aus dem Altreich in die Ostmark. 1939 waren mehr als 100.000 Fahrgäste zu befördern. Deshalb bestellte Stern & Hafferl bei der Bodan-Werft in Kressbronn ein neues Schiff vom Typ Munot der Schweizerischen Schifffahrtsgesellschaft Untersee und Rhein und leistete sofort eine Anzahlung. Der Bau musste jedoch nach Kriegsausbruch eingestellt werden.

### Kriegs- und Nachkriegszeit
Auch nach Kriegsbeginn war die Schifffahrt voll ausgelastet und ein weiteres Schiff erforderlich. Stern & Hafferl erwarben vom Schiffunternehmer Rudolf Ippisch das damals kleinste Traunsee-Schiff (60 Personen), das Elektroboot Traunstein. Es kam am 29. September 1941 nach Attersee, wurde als Hochlecken in Betrieb genommen und erhielt in der Schiffshütte den Platz der Attersee. Da der Platz in Attersee zum Aufziehen der Schiffe auf Land enger begrenzt ist und vor allem der Dampfer Unterach dort nicht an Land genommen werden konnte, kaufte das Unternehmen 1941 dafür vom Besitzer des Schlosses Kammer ein Seegrundstück in Kammer.
Die Benutzung der Schifffahrt änderte sich in den Kriegsjahren grundlegend. Bis zum Kriegsbeginn waren es neben den Einheimischen vor allem die Urlauber und Ausflügler, die das Schiff benutzten. Befördert wurde auch die Post und in geringem Umfang auch noch etwas Fracht. Dementsprechend lief der Verkehrsstrom am Vormittag von der Eisenbahnstation Kammer – Bahnverbindung in die Ballungszentren der Städte Salzburg, Linz und Wien – nach Unterach (also vom Norden nach Süden) und am Nachmittag umgekehrt von Unterach nach Attersee (von Süden nach Norden). Nun änderte sich der Verkehrsstrom. In Lenzing entstand eine neue Zellwollfabrik, zu der nun Menschen aus dem Attersee-Gebiet zur Arbeit fuhren. Viele fuhren auch zur Berufsausübung oder zur Erledigung von Angelegenheiten in den Dienststellen der öffentlichen Verwaltung in die Bezirkshauptstadt Vöcklabruck. Der Hauptverkehrsstrom ging nun am Vormittag von Süden nach Norden und am Abend umgekehrt vom Norden nach Süden.
Benötigt wurde jetzt neben dem morgendlichen Postschiff nach Unterach und dessen abendlicher Rückkehr nach Kammer zusätzlich ein Frühschiff ab 5:00 Uhr von Unterach zur Eisenbahnstation Kammer und ein Abendschiff ab Kammer gegen 18.00 Uhr nach Unterach. Wegen der Gefahr von Fliegerangriffen musste ohne Beleuchtung gefahren werden. Außerdem erforderte es tägliche nächtliche Leerfahrten zwischen Unterach und Attersee, um die Elektroboote in Attersee wieder aufladen zu können. Die Fahrgastfrequenz lag im Jahr 1942 bei rund 200.000, im Jahr 1944 schon bei 343.000 beförderten Personen. Nach Einmarsch der Amerikaner kurz vor dem Kriegsende in das Atterseegebiet im Frühjahr 1945 benutzten die Soldaten die Elektroboote und Dampfer zu ihrem Vergnügen. Ein Schiffsmann durfte später mitfahren, um größere Schäden zu verhindern.
Im Juli 1945 wurde der ordentliche Betrieb wieder aufgenommen. Im letzten Kriegsjahr und nach dem Kriegsende erhöhte sich die Bevölkerungszahl im Atterseegebiet durch den Zuzug der sogenannten Displaced Persons, sowie von entlassenen Wehrmachtsangehörigen und ausgebombten Bewohnern aus den Städten Oberösterreichs, Salzburgs und Wiens. Viele von ihnen fuhren zur Arbeit in die Stadt und nach Lenzing oder zu den Behörden in die Bezirkshauptstadt. So erreichten die Beförderungszahlen im Jahr 1945 die seither nie mehr erreichte Spitze von 425.000 Fahrgästen, also rund 1200 pro Tag.

### Modernisierung der Schiffe
Als erstes Schiff unterzog Stern & Hafferl den zwischenzeitlich mehr als 75 Jahre alt gewordenen Dampfer Unterach im Jahr 1946 einem Totalumbau. Maschine und Kessel erhielten eine Generalüberholung, mehr gedeckte Innenräume, ein gedecktes Steuerhaus und eine Heizung für den Winterbetrieb. Im Winter 1949/1950 nahm man dann den Umbau des Elektrobootes Attergau in ein Motorschiff in Angriff. Die Firma Stern & Hafferl hatte nach Kriegsende von den Amerikanern für ein geplantes neues Schiff zwei Sechs-Zylinder-Dieselmotoren mit Wendegetriebe und PropeIlerrohlingen gekauft. Eines dieser Aggregate baute man nun in die Attergau als Ersatz der zusammengebrochenen Batterien ein. Damit löste sich für dieses Schiff nicht nur das Batterienproblem, sondern es erhöhte sich auch die Geschwindigkeit von 13 km/h auf 21 km/h. Im Übrigen erfuhren auch das Steuerhaus und die Aufbauten geringfügige Veränderungen. Nachdem im Winter 1951/1952 die Batterien der Hochlecken zusammenbrachen, baute man auch in dieses Schiff einen gebraucht gekauften Dieselmotor ein, nachdem ein neuer Motor zum damaligen Zeitpunkt nicht zu bekommen war.
Im Sommer 1954 erfolgte ein weiterer Umbau des Dampfers Unterach. Den Kessel und die Maschine ersetzte man durch den Einbau des zweiten, seinerzeit von den Amerikanern gekauften Dieselmotors. Unter Verwendung von zwei aus einer aufgelassenen Gleichrichterstation stammenden Generatoren, von zwei aus einem abgebrochenen elektrischen Triebwagen stammenden Fahrmotoren mit einem der dazugehörigen elektrischen Triebfahrzeugfahrschalter und einer Solenoidbremse aus einem alten Beiwagen einer Straßenbahn sowie einer neu beschafften Untersetzung für die Schaufelradwelle entstand ein Radmotorschiff mit dieselelektrischem Antrieb. Zudem erfolgte eine weitere innere und äußere Renovierung des Schiffes. Statt wie bisher mit 7 Mann Besatzung zu dampfen, ließ sich das Dieselmotorschiff nun von drei Personen fahren. Die Unterach erhielt später einen neuen stärkeren Dieselmotor. Der bisher im ehemaligen Dampfer verwendete Diesel kam in die Burgau ex. Baron Handel, die man in gleicher Weise wie die Attergau umbaute. Damit endete die Elektroschifffahrt auf dem Attersee und die Ladestation Attersee wurde aufgelassen.

### Ende der Linienschifffahrt
Nach der Rückkehr der Bombengeschädigten in die Stadt sowie der ehemaligen Wehrmachtsangehörigen zu ihren Familien und der Abreise der meisten Displaced Persons nach Deutschland sanken in den darauffolgenden Jahren die Fahrgastzahlen wieder stark ab. Sie lagen 1947 noch bei 300.000, 1949 bei 150.000 und 1954 nur noch bei 100.000 beförderten Personen. Der zunehmende Straßenverkehr führte dazu, dass auch der Stückgutverkehr, der 1944 noch bei 2.000 t beförderter Fracht lag, sich von Jahr zu Jahr verringerte. Lediglich die Postbeförderung, im Jahr wurden rund 150 t mit dem Postschiff in der Früh von Kammer nach Unterach und am Abend zurück befördert, hat noch einen nennenswerten Umfang. Stern & Hafferl baute seinen schon seit 1946 bestehenden Omnibusbetrieb weiter aus. Die Schifffahrt wurde immer mehr zu einem reinen Ausflugs- und Vergnügungsbetrieb.
Nur im Spätsommer 1959 war die Schifffahrt noch einmal für einige Wochen der alleinige Träger des gesamten Personen- und Güterverkehrs. Durch einen schweren Bergrutsch war die Seeleithen-Bundesstraße auf der Ostseite des Attersee verschüttet. Die Menschen mussten wieder das Schiff benützen. Schließlich kündigte Stern & Hafferl zum 31. Dezember 1964 den Postvertrag, beendete den Stückgutverkehr und stellte den Winterbetrieb ein. Seither ist die Attersee-Schifffahrt eine reine Saisonschifffahrt.

### Ersatz der Schiffe
Die Schiffe wurden in den folgenden 10 Jahren alle durch neue Schiffe ersetzt und die Atterseeflotte um ein fünftes Schiff erweitert. Grund war das Drängen insbesondere der Gemeinde Seewalchen nach einem möglichst stündlich verkehrenden Rundfahrtschiff. So erwarb Stern & Hafferl vom Schiffsbetrieb Schweiger in Kelheim das Motorschiff Westfalen. Dieses wurde im Jahr 1965 für den Ruhrtalstausee in der bei Bonn gelegenen Lux-Werft Mondorf gebaut. 1968 kam es dann auf die Donau. Das neue Schiff wurde am 29. Juni 1974 in Attersee auf den Namen Attersee getauft und in Dienst gestellt. Im Jahr 1993 erhielt die Attersee Fahrradständer auf dem Dach und kann so auch als „Radfahrschiff“ eingesetzt werden.
Die Phase des eigentlichen Schiffsersatzes beginnt 1977. In diesem Jahr kaufte Stern & Hafferl vom Tegernsee das 1931 bei Kellerer in Tegernsee gebaute Schiff Wallberg. Nach der Taufe am 11. Juli 1977 in Attersee kam das Schiff als neue Hochlecken in Fahrt. Die alte Hochlecken erwarb die Chemiefaser Lenzing und gab ihr den Namen Schloss Kammer. Doch die geplanten Ausflugsfahrten über den Attersee erfolgten nur sporadisch. Deshalb verkaufte Lenzing 1996 das Schiff an einen Privatmann. Das Schiff wurde 1997 beim Schloss Kammer in einem Sturm leck. Seither steht es einige Kilometer vom Attersee entfernt in Gampern auf Land und wurde, da der ganze Rumpf schon morsch war, verschrottet.
Ende Oktober 1978 erlitt der nunmehr als Radmotorschiff in Fahrt befindliche ehemalige Raddampfer Unterach einen schweren Motorschaden. Die Untersuchung ergab erhebliche Mängel an der Schiffsschale. Deshalb musste die Unterach im Winter 1978/1979 abgewrackt und verschrottet werden. Als Ersatz erwarb Stern & Hafferl von der Donau das große Motorschiff Ludwig der Kelheimer, das erst 1977 bei der Werft Theodor Hitzler Regensburg gebaut worden war. Es wurde im Sommer 1979 in Kammer bei der Agerbrücke in den See gesetzt und am 8. Juli 1979 in Attersee auf den Namen Stadt Vöcklabruck getauft. Bald stand aber auch der Ersatz der Attergau und der Burgau an. Ende der Saison 1983 wurde die Attergau abgestellt. Sie kam im darauffolgenden Jahr nach St. Georgen, wo sie seither beim Lieslwirt auf Land eingegraben als Diskobar Verwendung findet. Als Ersatz kam wiederum von der Donau (Wurm & Köck) aus Passau die Bayern (1970 bei der Lux-Werft Mondorf erbaut). Sie erhielt bei der Schiffstaufe am 17. Juni 1984 in Unterach den Namen Unterach.

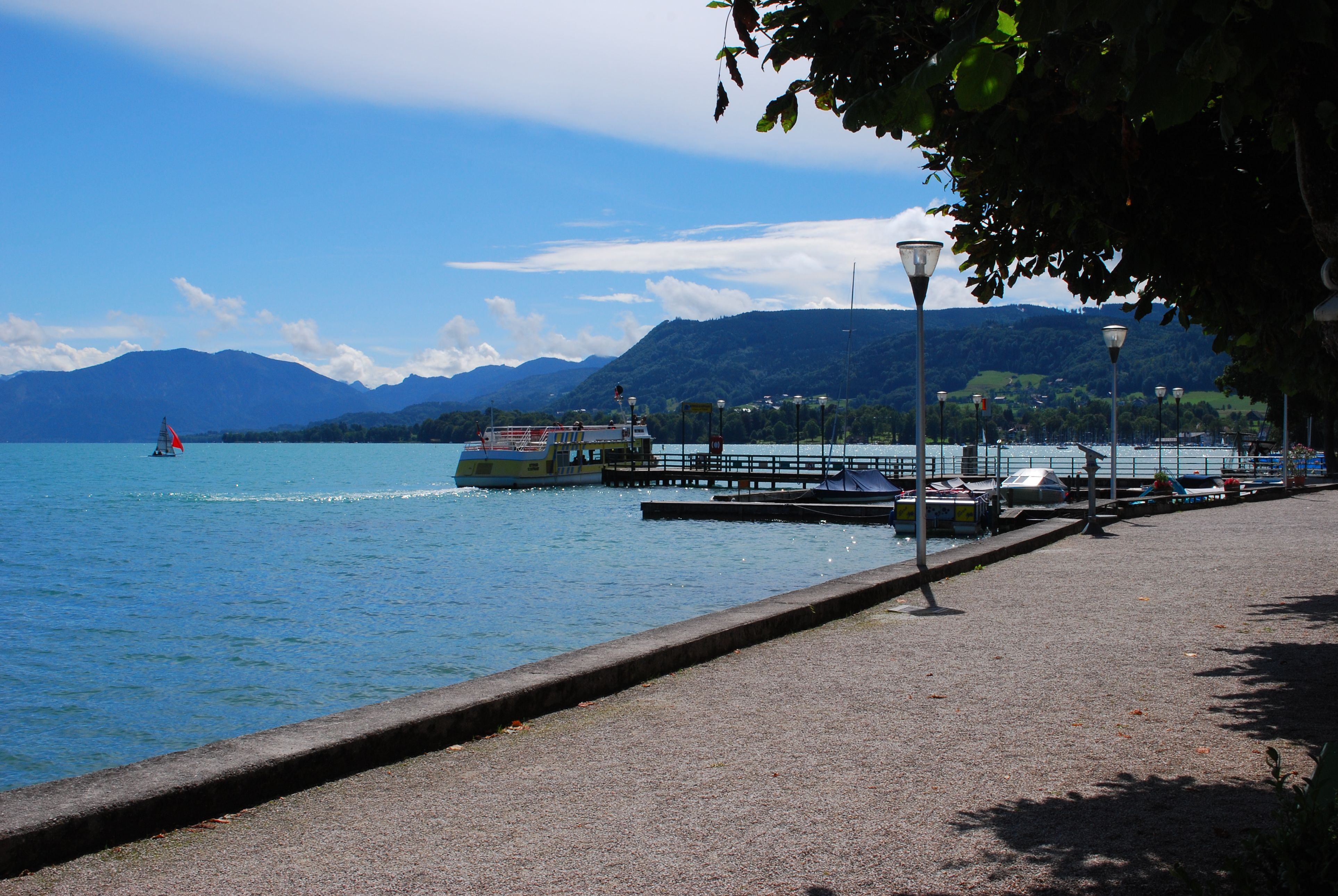
Die Weyregg am Schiffsanleger in Attersee

Zum Ende der Saison 1988 musste auch die Burgau abgestellt werden. Im Frühjahr 1989 wurde sie beim Restaurant Pichlmühle zwischen Attersee und Nußdorf am Attersee aufgebockt. Im Laufe der Jahre wurde ihr Zustand zusehends desolater. Der Motor kam zum Traunsee und wurde dort in die Rudolf Ippisch eingebaut. Mittlerweile wurde die Burgau von ihrem Standort entfernt. Ersetzt wurde sie durch die Weyregg. Dieses Schiff war der erste Neubau seit 1913, der direkt für den Attersee bestellt wurde. Von der Schmidt-Werft in Remagen gebaut, nahm es bei der Überstellung an den Attersee der deutsche Spediteur als Pfand, weil ihm die Werft noch eine größere Summe Geld schuldete. Die Indienststellung und Schiffstaufe erfolgte dann am 1. Juli 1989 in Weyregg.
Nachdem die anfallenden Beförderungsleistungen mit den vier jüngeren Schiffen erbracht werden können, wurde im Jahr 1989 die Hochlecken aus dem regulären Dienst genommen und an Dr. Neumann junior, ebenfalls aus der Firma Stern & Hafferl verkauft. Dieser restaurierte das Schiff und es kann nun für Sonderfahrten gemietet werden. Mangels Nachfrage wurde das Schiff 1999 an den Industriellen Hans Asamer verkauft. Dieser verwendete es für den Transport von Gästen seines Hotels Schloss Freisitz Roith in Gmunden am Traunsee.

## Atterseeschifffahrt heute

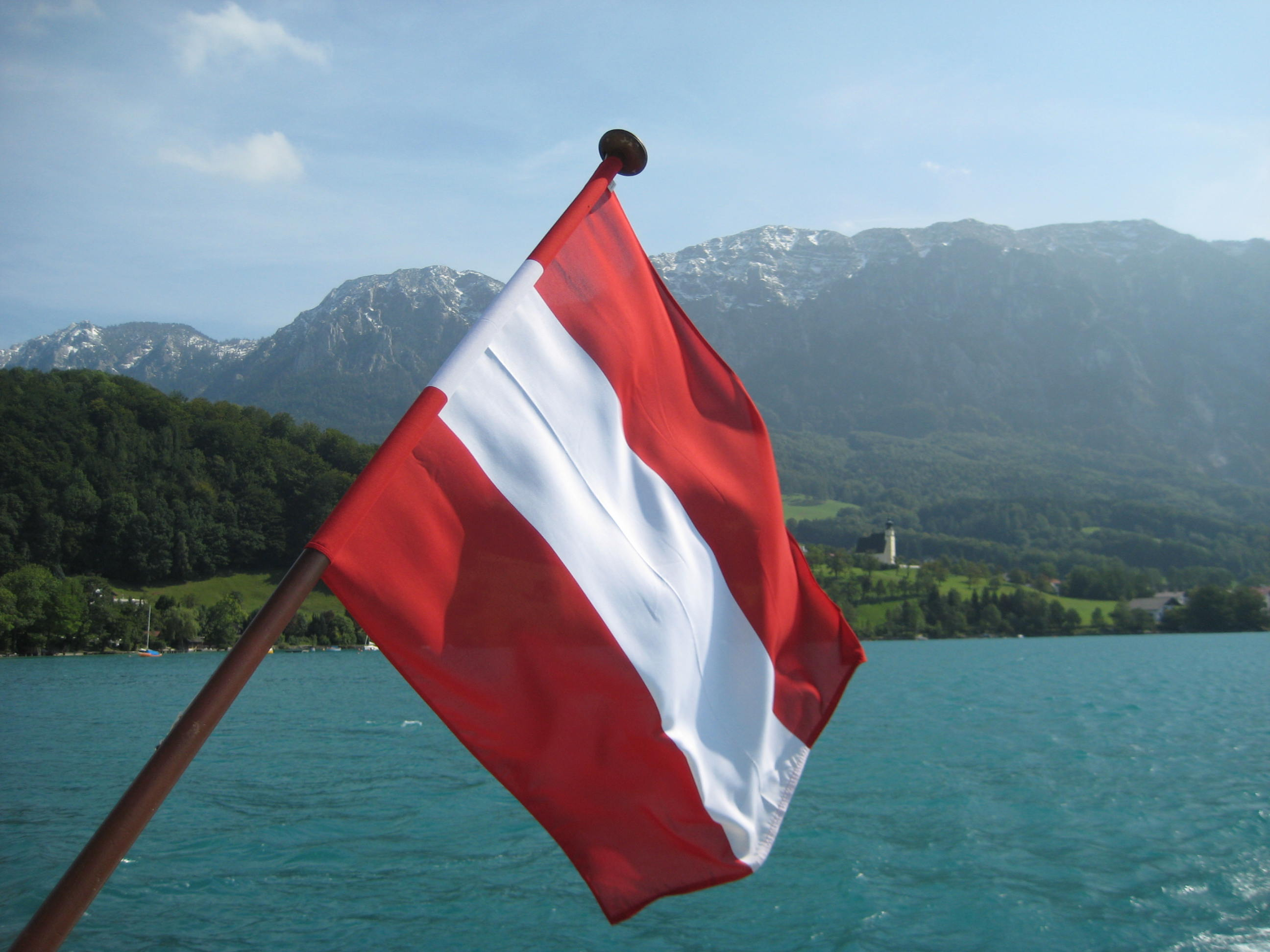
Blick vom Heck der Stadt Vöcklabruck auf das Ostufer des Attersees

Heute (2014) stehen der Schifffahrt drei Schiffe zur Verfügung. Der reguläre Betrieb beginnt Ostern und endet Ende Oktober. Seit 2007 präsentiert sich das Flaggschiff, die Stadt Vöcklabruck ganz im Stil von Gustav Klimt, der seine Sommerfrische gern am Attersee verbracht hatte. Im Sommer 2011 verwandelte der zeitgenössische Künstler Christian Ludwig Attersee die Weyregg, die vorwiegend auf dem Rundkurs Nord eingesetzt wird, mit seinen Entwürfen Fischparade und Fischrose in ein schwimmendes Kunstwerk. Am 9. Juli 2016 wurde die Unterach ebenfalls einem Künstler gewidmet, nämlich Gustav Mahler. Dazu gab es einen Künstlerwettbewerb, letztlich durfte Birgit Schweiger das Schiff mit einem Motiv bemalen, das den jungen Gustav Mahler in seiner Umgebung abbildet.
Ab September 2019 betreibt die Stern Schifffahrt GmbH die saisonale Linienschifffahrt an Attersee und Altausseer See. Die Stern Schifffahrt ist Teil der Stern-Gruppe.

## Flottenliste
| Lfd. Nr. | Name des Schiffes                                                                                        | Bauwerft / Baujahr Schaufelrad?                         | Einsatz von bis  | Trag- fähigkeit [Personen] | Länge [m] | Leistung [PS]                                         | Geschwin- digkeit [km/h]   | Anmerkungen |
| -------- | --- | ------------------------------------------------------- | ---------------- | -------------------------- | --------- | ----------------------------------------------------- | -------------------------- | --- |
| 1        | Ida (Habsburgerin)                                                                                       | Ignaz Mayer Werft, Linz (1869) Schaufelrad              | 1869–1871        | (Dampf)                    | 15,2      |                                                       |                            | März 1872 an Mondsee verkauft, Ende 1888 dort abgestellt, vor Scharfling verankert, 1898 abgewrackt                                                                                          |
| 2        | Attersee (I) (Ort), ab 1872 Franz Ferdinand (Thronfolger), ab 1918 Unterach (I) (Ort)                    | Ignaz Mayer Werft Linz (1870) Schaufelrad               | 1870–1978        | 258 (Dampf) 270 (Diesel)   | 36,5      | 120 (Dampf) 175 (Diesel)                              | 20                         | 1947 neue Ein- und Aufbauten, 1954 Umbau in Radmotorschiff, 1971 grundlegende Sanierung, 1978 abgewrackt                                                                                     |
| 3        | Kammer (Ort), ab 1872 (?) Alma(?)                                                                        | Ignaz Mayer Werft Linz (1872) Schaufelrad               | 1870(?) –1919    | 238 (Dampf)                | 38,1      | 120 (Dampf)                                           |                            | 1919 Verkauf der Maschine, Rumpf nach 1920 abgewrackt |
| 4        | Hubert Salvator (Erzherzog?)                                                                             | Schiffswerft, Linz (1874)                               | 1894(?) –1914    | 48                         | 16,5      |                                                       |                            | 1924 an den Traunsee verkauft, 1934 umgebaut in ein Kalktransportschiff, 1968 umgebaut zu einem Seefrächter, 1978 abgewrackt                                                                 |
| 5        | Attergau (Region) (Elektroboot bis 1949, dann Motorschiff)                                               | Lürssen, Vegesack (1912)                                | 1913–1983        | 120 (Elektro) 110 (Diesel) | 21,6      | 18 (Elektro) 135 (Diesel)                             | 13,5 (Elektro) 22 (Diesel) | Ende 1983 abgestellt, an Lieslwirt in St. Georgen verkauft, dort ab 1984 an Land als Bar |
| 6        | Baron Handel, ab 1920 Handel, ab 1938 Heimatgau, ab 1945 Burgau (Elektroboot bis 1958, dann Motorschiff) | Lürssen, Vegesack (1912)                                | 1913–1988        | 120 (Elektro) 110 (Diesel) | 21,6      | 18 (Elektro) 135 (Diesel)                             | 13,5 (Elektro) 22 (Diesel) | Ende 1988 abgestellt, an Restaurant Pichlmühle, Nußdorf an Land abgestellt |
| 7        | Valerie (nach wem?)                                                                                      | Sächsische Dampfschiffs- und Maschinenbauanstalt (1895) | 1922–1928 (1938) | 64                         | 17        | 64                                                    |                            | Vom Traunsee, erst gemietet, dann gekauft (dortiger Name: Marie Valerie), 1928 abgestellt und Maschine verkauft, 1938 abgewrackt                                                             |
| 8        | Burgau (Ort)                                                                                             |                                                         | 1923–~1924       | 25 (Dampf)                 |           |                                                       |                            | Von der Save gekaufter kleiner Schraubendampfer mit Steuerrad am Heck, nur wenige Monate im Dienst, dann abgewrackt                                                                          |
| 9        | Möve (Vogel)                                                                                             |                                                         |                  | 20                         |           |                                                       |                            | nur einen Sommer im Einsatz, Verbleib unbekannt |
| 10       | Weissenbach (Ort und Zufluss)                                                                            | Schiffswerft Linz                                       | ?                | 30                         |           |                                                       |                            | nur einen Sommer im Einsatz, Verbleib unbekannt. Vgl. Ortsteil Weißenbach und Äußerer Weißenbach                                                                                             |
| 11       | Attersee (II) (Ort)                                                                                      | Bootswerft Rambeck Starnberg (1911)                     | 1929–1934        | 28                         | 12,5      |                                                       |                            | |
| 12       | Hochlecken (I) (Berg)                                                                                    | Havelwerft Potsdam (1911)                               | 1941–1977        | 60                         | 14        | 9 (Elektro), 1951: 45 (Diesel 1), 1967: 65 (Diesel 2) | 14 (Elektro), 19 (Diesel)  | bis 1941 am Traunsee, dann am Attersee, am 11. November 1977 an die Chemiefaser Lenzing verkauft, dort Schloss Kammer, 1996 weiterverkauft, 1997 im Sturm leckgeschlagen und seither an Land |
| 13       | Attersee (III) (Ort)                                                                                     | Lux-Werft Mondorf (1965)                                | 1974–2001        | 190                        | 21,1      | 180                                                   | 20                         | gekauft aus Deutschland, ex Westfalen, 2001 verkauft auf den Traunsee als Joseph J. Ruston, 2006 verkauft nach Berlin als La Belle und dort umgebaut.                                        |
| 14       | Hochlecken (II) (Berg)                                                                                   | Bootswerft Kellerer (1931) am Tegernsee                 | 1977–1988        | 70                         | 16,3      | 105                                                   | 25                         | ex Wallberg vom Tegernsee (–1977); an Hr. Dr. Neumann jun. privat 1989–1999, durch Asamer am Traunsee (1999–)                                                                                |
| 15       | Stadt Vöcklabruck (Bezirkshauptstadt)                                                                    | Hitzler-Werft Regensburg (1977)                         | 1979–            | 280                        | 35,6      | 275                                                   | 22                         | ex Ludwig der Kelheimer des Bayerischen Lloyd. 2007: „Klimt-Schiff“ |
| 16       | Unterach (II)                                                                                            | Lux-Werft Mondorf (1970)                                | 1984–            | 220                        | 25        | 205                                                   | 25                         | ex Bayern aus Passau. 2016: „Gustav-Mahler-Schiff“ |
| 17       | Weyregg (Ort)                                                                                            | Schiffswerft Schmidt in Oberwinter (1988)               | 1989–            | 230                        | 26        | 180                                                   | 22                         | Neubau. 2011: Fischmotive durch Künstler Attersee. |